# Paradonea parva
Espèce
Synonymes
- Adonea parva Tucker, 1920

Paradonea parva est une espèce d'araignées aranéomorphes de la famille des Eresidae.

## Distribution
Cette espèce se rencontre en Namibie, au Botswana et en Afrique du Sud.

## Description
Le mâle holotype mesure 6 mm.

## Publication originale
- Tucker, 1920 : Contributions to the South African Arachnid Fauna. II. On some new South African spiders of the families Barychelidae, Dipluridae, Eresidae, Zodariidae, Heracliidae, Urocteidae, Clubionidae. Annals of the South African Museum, vol. 17, p. 439-488 (texte intégral).